# MADS-box
MADS-box (MADS-бокс) — консервативная последовательность нуклеотидов, кодирующая MADS-домен, при помощи которого белки связываются с ДНК. MADS-домен белков связывается с ДНК, в которой есть последовательность CC[A/T]6GG, коротко обозначаемая как CArG-box. Большинство белков, содержащих этот домен, являются транскрипционными факторами и влияют на экспрессию генов. Разные исследователи приводят разные данные относительно длины MADS-box, но обычно она составляет около 168—180 пар оснований, то есть закодированный в ней MADS-домен состоит из 56—60 аминокислот. Существуют данные, согласно которым MADS-домен эволюционировал из последовательности белка топоизомераза второго типа, который, как полагают, был у общего предка всех ныне живущих эукариот.
Все гены, содержащие последовательность MADS-box, объединены в единое семейство генов MADS-box.

## Происхождение названия
Первым обнаруженным геном MADS-box был ARG80 из почкующихся дрожжей Saccharomyces cerevisiae, но в то время никто не мог предположить, что он является частью большого семейства генов. Своё название семейство получило позже. Оно является акронимом из первых букв названий четырёх первых членов этого семейства (за исключением ARG80):
- MCM1 почкующихся дрожжей, Saccharomyces cerevisiae,
- AGAMOUS резуховидки Таля Arabidopsis thaliana,
- DEFICIENS львиного зева Antirrhinum majus[10],
- SRF человека Homo sapiens.

## Распространение
Гены MADS-box обнаружены практически у всех исследованных эукариот. В геномах животных и грибов обычно содержится от одного до пяти генов MADS-box, в то время как в геномах цветковых растений их свыше сотни.
Выделяют два типа МADS-белков: SRF-подобные, или MADS-белки типа I, и MEF2-подобные (MYOCYTE-ENHANCER-FACTOR2), или MADS-белки типа II. SRF-подобные белки у грибов и животных обладают вторым консервативным доменом — SAM-доменом (по первым буквам SRF, ARG80, MCM1). MEF2-подобные белки животных и грибов содержат другой дополнительный консервативный домен — MEF2 Растительные MEF2-подобные MADS-белки называют также MIKC-белками, что связано с положением в их первичной структуре консервативных доменов. За доменом MADS (M) следует домен Intervening (I), затем домен Keratin-like (K), а оканчивается белок С-концом (С).

## Функции MADS-генов
MADS-белки обладают множеством различных функций. У животных MADS-box гены вовлечены в процесс развития мышц, регулируют деление и дифференцировку клеток. У грибов функции этих генов весьма разнообразны: от ответа на феромоны до метаболизма аргинина.
У растений гены MADS-box контролируют все основные программы развития, включая закладку мужского и женского гаметофита, развитие зародыша и созревание семян, а также формирование корней, цветков и фруктов.
Некоторые гены MADS-box цветковых растений обладают гомеотической активностью наподобие гомеозисных генов животных. Так, многие гены MADS-бокс (такие как AGAMOUS и DEFICIENS) участвуют в закладке и развитии органов цветка в соответствии с ABC-моделью.
Ещё одна функция генов MADS-box — определение времени цветения. У Arabidopsis thaliana MADS-белки SOC1 и Flowering Locus C (FLC) играют важную роль в интегрировании информации от внешних и внутренних факторов, определяющих время цветения. Работа этих генов необходима для того, чтобы растение зацвело во время наиболее благоприятных условий для оплодотворения и развития семени.